# Gilles Arbona
Gilles Arbona est un acteur français né en 1947.

## Filmographie partielle
- 1982 : La Belle Captive d'Alain Robbe-Grillet
- 1984 : Régime sans pain de Raoul Ruiz
- 1986 : Richard III de Raoul Ruiz
- 1991 : La Belle Noiseuse de Jacques Rivette
- 1996 : Le Cri de la soie d'Yvon Marciano
- 1998 : H : Rigolus
- 2001 : Vidocq de Pitof
- 2002 : Aram de Robert Kechichian
- 2003 : Fanfan la Tulipe de Gérard Krawczyk
- 2008 : L'Heure d'été d'Olivier Assayas
- 2011 : La Mer à l'aube de Volker Schlöndorff (téléfilm)
- 2011 : L'âme du mal de Jérôme Foulon (téléfilm)
- 2015 : L'Enquête de Vincent Garenq
- 2018 : Le dernier Vermouth de Germain et Robin Aguesse (court-métrage)

## Théâtre
- 2019-2020 La buvette, le tracteur et le curé. de Serge Papagalli, le curé